# Ulrikke Eikeri
Ulrikke Pia Eikeri (Oslo, 16 dicembre 1992) è una tennista norvegese.

## Biografia
A livello juniores ha vinto sette titoli in singolare e dieci titoli in doppio. Nel circuito ITF ha conquistato 11 titoli in singolare e 32 titoli in doppio.
Professionista dal 2007, ha raggiunto il suo best ranking nell'aprile del 2018, issandosi alla posizione numero 206 nella classifica WTA del singolare. Nel doppio, invece, ha raggiunto la 29ª posizione mondiale il 4 marzo 2024.
Fa parte anche della squadra norvegese di Fed Cup, dove il suo attuale bilancio è di 35 vittorie e 24 sconfitte.
È stata finalista con Joran Vliegen in doppio misto al Roland Garros 2022: i due vengono sconfitti da Shibahara/Koolhof.
Nel 2021, assieme a Ellen Perez, ha conquistato il suo primo titolo WTA a Tenerife, battendo in finale le ucraine Kostjuk/Kičenok con un duplice 6-3.
Nel 2023, in coppia con Ingrid Neel, ha vinto due titoli in doppio: il primo a Nottingham, estromettendo nell'ultimo atto Watson/Dart. Il secondo e più importante della carriera nel '500' di Tokyo, superando in finale le padrone di casa Hozumi/Ninomiya.

## Statistiche WTA

### Doppio

#### Vittorie (4)
| Legenda              |
| -------------------- |
| Grande Slam (0)      |
| Ori Olimpici (0)     |
| WTA Finals (0)       |
| WTA Elite Trophy (0) |
| Dal 2021             |
| WTA 1000 (0)         |
| WTA 500 (1)          |
| WTA 250 (3)          |

| N. | Data              | Torneo                         | Superficie | Compagna        | Avversarie in finale           | Punteggio           |
| 1. | 23 ottobre 2021   | Tenerife Ladies Open, Tenerife | Cemento    | Ellen Perez     | Ljudmyla Kičenok Marta Kostjuk | 6-3, 6-3            |
| 2. | 18 giugno 2023    | Nottingham Open, Nottingham    | Erba       | Ingrid Neel     | Harriet Dart Heather Watson    | 7-6(6), 5-7, [10-8] |
| 3. | 30 settembre 2023 | Pan Pacific Open, Tokyo        | Cemento    | Ingrid Neel     | Eri Hozumi Makoto Ninomiya     | 3-6, 7-5, [10-5]    |
| 4. | 3 novembre 2024   | Hong Kong Open, Hong Kong      | Cemento    | Makoto Ninomiya | Shūko Aoyama Eri Hozumi        | 6–4, 4–6, [11–9]    |

#### Sconfitte (3)
| Legenda              |
| -------------------- |
| Grande Slam (0)      |
| Argenti Olimpici (0) |
| WTA Finals (0)       |
| WTA Elite Trophy (0) |
| Dal 2021             |
| WTA 1000 (0)         |
| WTA 500 (1)          |
| WTA 250 (2)          |

| N. | Data           | Torneo                            | Superficie      | Compagna                   | Avversarie in finale                | Punteggio           |
| 1. | 18 luglio 2021 | Ladies Open Lausanne, Losanna     | Terra rossa     | Valentini Grammatikopoulou | Susan Bandecchi Simona Waltert      | 3-6, 7-6(3), [5-10] |
| 2. | 16 luglio 2022 | Ladies Open Lausanne, Losanna (2) | Terra rossa     | Tamara Zidanšek            | Olga Danilović Kristina Mladenovic  | w/o                 |
| 3. | 21 aprile 2024 | Stuttgart Open, Stoccarda         | Terra rossa (i) | Ingrid Neel                | Chan Hao-ching Veronika Kudermetova | 6-4, 3-6, [2-10]    |

### Doppio misto

#### Sconfitte (1)
| Tornei del Grande Slam  |
| ----------------------- |
| Australian Open (0)     |
| Open di Francia (1)     |
| Torneo di Wimbledon (0) |
| US Open (0)             |
| Argenti Olimpici (0)    |

| N. | Data          | Torneo                  | Superficie  | Compagno      | Avversari in finale          | Punteggio   |
| 1. | 2 giugno 2022 | Open di Francia, Parigi | Terra rossa | Joran Vliegen | Ena Shibahara Wesley Koolhof | 6(5)-7, 2-6 |

## Circuito WTA 125

### Doppio

#### Vittorie (2)
| N. | Data           | Torneo                           | Superficie  | Compagna          | Avversarie in finale             | Punteggio   |
| 1. | 10 luglio 2022 | Grand Est Open 88, Contrexéville | Terra rossa | Tereza Mihalíková | Han Xinyun Aleksandra Panova     | 7-6(8), 6-2 |
| 2. | 25 agosto 2023 | Chicago Challenger, Chicago      | Cemento     | Ingrid Neel       | Cristina Bucșa Aleksandra Panova | w/o         |

#### Sconfitte (1)
| N. | Data          | Torneo                            | Superficie  | Compagna   | Avversarie in finale         | Punteggio      |
| 1. | 6 maggio 2023 | Open 35 de Saint-Malo, Saint-Malo | Terra rossa | Eri Hozumi | Greet Minnen Bibiane Schoofs | 6(7)-7, 6(3)-7 |

## Statistiche ITF

### Singolare

#### Vittorie (11)
| Torneo $100.000 (0) |
| Torneo $80.000 (0)  |
| Torneo $75.000 (0)  |
| Torneo $60.000 (0)  |
| Torneo $50.000 (0)  |
| Torneo $40.000 (0)  |
| Torneo $25.000 (4)  |
| Torneo $15.000 (1)  |
| Torneo $10.000 (6)  |

| N.  | Data             | Torneo                                                          | Superficie  | Avversaria in finale  | Punteggio     |
| 1.  | 8 agosto 2010    | Savitaipale Ladies Open, Savitaipale                            | Terra rossa | Piia Suomalainen      | 7–5, 6–4      |
| 2.  | 10 ottobre 2010  | Solverde Tennis Cup, Espinho                                    | Terra rossa | Alice Tisset          | 6–0, 6–0      |
| 3.  | 7 agosto 2011    | Marek Wlodarczyk Memorial, Iława                                | Terra rossa | Tereza Smitková       | 6–3, 6–2      |
| 4.  | 28 agosto 2011   | Trofeo CPZ, Bagnatica                                           | Terra rossa | Ani Amiraghyan        | 6–4, 6–4      |
| 5.  | 29 gennaio 2012  | Coimbra University Ladies Open, Coimbra                         | Cemento     | Justyna Jegiołka      | 2–6, 7–5, 6–3 |
| 6.  | 22 dicembre 2013 | Mundial de Tenis Feminino da Riviera, Bertioga                  | Cemento     | Cindy Burger          | 6–4, 2–6, 6–4 |
| 7.  | 6 aprile 2014    | St. Dominic USTA Pro Circuit $25,000 Challenger, Jackson        | Terra verde | Anhelina Kalinina     | 6-2, 6-4      |
| 8.  | 9 agosto 2015    | Fort Worth Women's Pro Tennis Classic, Fort Worth               | Cemento     | Frances Altick        | 6–3, 6–1      |
| 9.  | 16 aprile 2017   | Pelham Racquet Club Women's $25K Pro Circuit Challenger, Pelham | Terra verde | Usue Maitane Arconada | 7–5, 6–2      |
| 10. | 25 giugno 2017   | XIXO Ladies Open Baja, Baja                                     | Terra rossa | Chantal Škamlová      | 7–6(4), 6–2   |
| 11. | 8 ottobre 2017   | The Shipyard Cup, Hilton Head Island                            | Terra verde | Bianca Turati         | 6–4, 6–1      |

#### Sconfitte (8)
| Torneo $100.000 (1) |
| Torneo $80.000 (0)  |
| Torneo $75.000 (0)  |
| Torneo $60.000 (0)  |
| Torneo $50.000 (0)  |
| Torneo $40.000 (0)  |
| Torneo $25.000 (1)  |
| Torneo $15.000 (1)  |
| Torneo $10.000 (5)  |

| N. | Data              | Torneo                                                                 | Superficie  | Avversaria in finale | Punteggio     |
| 1. | 15 giugno 2008    | Thon Hotel Gausdal Future, Gausdal                                     | Cemento     | Natal'ja Rjžonkova   | 3–6, 1–6      |
| 2. | 14 agosto 2011    | Torneo Città di Locri, Locri                                           | Terra rossa | Agnese Zucchini      | 6–2, 5–7, 4–6 |
| 3. | 8 dicembre 2013   | Circuito Feminino de Tenis do Estado de São Paulo, São José dos Campos | Terra rossa | Catalina Pella       | 3–6, 4–6      |
| 4. | 11 maggio 2015    | Forte Village International Tournament, Pula                           | Terra rossa | Martina Trevisan     | 3-6, 6-3, 1-6 |
| 5. | 11 ottobre 2015   | The Shipyard Cup, Hilton Head Island                                   | Terra verde | Alexa Graham         | 4–6, 6(5)–7   |
| 6. | 15 ottobre 2017   | Palmetto PRO Open, Sumter                                              | Cemento     | Taylor Townsend      | 2-6, 1-6      |
| 7. | 16 settembre 2018 | Varna Municipality Cup, Varna                                          | Terra rossa | Georgia Crăciun      | 2–6, 5–7      |
| 8. | 14 luglio 2019    | Open 88 Contrexéville, Contrexéville                                   | Terra rossa | Katarina Zavac'ka    | 4-6, 4-6      |

### Doppio

#### Vittorie (32)
| Torneo $100.000 (2) |
| Torneo $80.000 (0)  |
| Torneo $75.000 (0)  |
| Torneo $60.000 (2)  |
| Torneo $50.000 (0)  |
| Torneo $40.000 (0)  |
| Torneo $25.000 (18) |
| Torneo $15.000 (0)  |
| Torneo $10.000 (10) |

| N.  | Data              | Torneo                                              | Superficie  | Compagna                   | Avversarie in finale                            | Punteggio              |
| 1.  | 1º novembre 2008  | Stockholm Ladies, Stoccolma                         | Cemento (i) | Helene Auensen             | Anna Brazhnikova Malou Ejdesgaard               | 6–2, 4–6, [10–8]       |
| 2.  | 18 settembre 2010 | ITF Women's Circuit Lleida, Lleida                  | Terra rossa | Caroline Rohde-Moe         | Alix Collombon Jessica Ginier                   | 7–5, 5–0, rit.         |
| 3.  | 2 ottobre 2010    | Porto Open, Porto                                   | Terra rossa | Lena-Marie Hofmann         | Gail Brodsky Alexandra Riley                    | 7–6(4), 6(5)–7, [10–5] |
| 4.  | 9 ottobre 2010    | Solverde Tennis Cup, Espinho                        | Terra rossa | Lena-Marie Hofmann         | Bárbara Luz Samantha Powers                     | 6-3, 6-1               |
| 5.  | 16 gennaio 2011   | AEGON Pro Series Glasgow, Glasgow                   | Cemento (i) | Isabella Šinikova          | Teodora Mirčić Jasmina Tinjić                   | 6–4, 6–4               |
| 6.  | 21 gennaio 2012   | Coimbra University Ladies Open, Coimbra             | Cemento     | Lucia Butkovská            | Beatrice Cedermark Matilda Hamlin               | 6–3, 6–1               |
| 7.  | 28 gennaio 2012   | Coimbra University Ladies Open, Coimbra             | Cemento     | Lucia Butkovská            | Martina Caciotti Nicole Clerico                 | 6–3, 6–0               |
| 8.  | 24 marzo 2012     | ITF Women's La Marsa, La Marsa                      | Terra rossa | Isabella Šinikova          | Mervana Jugić-Salkić Sandra Klemenschits        | 6–3, 6–4               |
| 9.  | 22 ottobre 2012   | Florence Open, Florence                             | Cemento     | Akiko Ōmae                 | Brooke Austin Hayley Carter                     | 6-1, 6-1               |
| 10. | 12 gennaio 2013   | Ace Sports Group Tennis Classic, Palm Harbor        | Terra verde | Hsu Chieh-yu               | Florencia Molinero Adriana Pérez                | 6–3, 6–0               |
| 11. | 18 marzo 2016     | ITF Women's Circuit Orlando, Orlando                | Terra verde | Quirine Lemoine            | Ema Burgić Bucko Dia Evtimova                   | 6–1, 6–3               |
| 12. | 6 giugno 2016     | Pavlov Cup, Minsk                                   | Terra rossa | Laura Pigossi              | Ilona Kramen' Iryna Šymanovič                   | 6–2, 6–4               |
| 13. | 10 dicembre 2016  | Tennis Organisation Cup, Adalia                     | Terra rossa | Ema Burgić Bucko           | Maryna Černjšova Anna Ukolova                   | 6-4, 6-1               |
| 14. | 17 dicembre 2016  | Tennis Organisation Cup, Adalia                     | Terra rossa | Ema Burgić Bucko           | Sonia Grzywocz Caitlyn Williams                 | 6–1, 6–1               |
| 15. | 27 gennaio 2018   | Saddlebrook USTA Pro Circuit Women's, Wesley Chapel | Terra verde | Ilona Kramen'              | Hsu Ching-wen Zheng Wushuang                    | 6–2, 6–3               |
| 16. | 10 agosto 2018    | Disa Gran Canaria, Las Palmas de Gran Canaria       | Terra rossa | Jana Sizikova              | Başak Eraydın İpek Soylu                        | 6-2, 6-4               |
| 17. | 1º settembre 2018 | NEK Ladies Open, Budapest                           | Terra rossa | Elica Kostova              | Dalma Gálfi Réka Luca Jani                      | 2-6, 6-4, [10-8]       |
| 18. | 20 ottobre 2018   | Florence Open, Florence                             | Cemento     | Anna Danilina              | Tara Moore Conny Perrin                         | 6(9)–7, 6–2, [10–8]    |
| 19. | 20 gennaio 2019   | Daytona Beach Open, Daytona Beach                   | Terra verde | Anna Bondár                | Hailey Baptiste Emina Bektas                    | 6-3, 5-7, [11-9]       |
| 20. | 13 aprile 2019    | AEGON Pro Series Sunderland, Sunderland             | Cemento (i) | Maja Chwalińska            | Emina Bektas Tara Moore                         | 6–4, 3–6, [11–9]       |
| 21. | 8 giugno 2019     | Pavlov Cup, Minsk                                   | Terra rossa | Martina Colmegna           | Amina Anšba Anastasia Dețiuc                    | 1–6, 6–4, [10–6]       |
| 22. | 10 agosto 2019    | Warsaw Sports Group Open, Varsavia                  | Terra rossa | Maja Chwalińska            | Weronika Falkowska Martyna Kubka                | 6–4, 6–1               |
| 23. | 28 settembre 2019 | Open GDF SUEZ Clermont-Ferrand, Clermont-Ferrand    | Cemento (i) | Lara Salden                | Lou Brouleau Ioana Loredana Roșca               | 6–1, 6–4               |
| 24. | 7 dicembre 2019   | Precision Solapur Open Women's ITF, Solapur         | Cemento     | Ankita Raina               | Berfu Cengiz Despina Papamichail                | 5-7, 6-4, [10-3]       |
| 25. | 14 dicembre 2019  | Precision Solapur Open Women's ITF, Solapur         | Cemento     | Ekaterina Jašina           | Daria Mišina Anna Morgina                       | 1–6, 6–3, [10–5]       |
| 26. | 12 marzo 2021     | Kazan Kremlin Cup, Kazan'                           | Cemento (i) | Shalimar Talbi             | Valentini Grammatikopoulou Anastasija Zacharova | 6-4, 6-0               |
| 27. | 8 maggio 2021     | ASC BMW Women's World Tennis Tour, Naples           | Terra verde | Catherine Harrison         | Erina Hayashi Kanako Morisaki                   | 6–2, 3–6, [10–2]       |
| 28. | 5 giugno 2021     | Krka Open Otocec, Otočec                            | Terra rossa | Réka Luca Jani             | Pia Lovrič Sada Nahimana                        | 5-7, 6-4, [10-5]       |
| 29. | 12 giugno 2021    | Montemor Ladies Open, Montemor-o-Novo               | Cemento     | Valentini Grammatikopoulou | Eri Hozumi Akiko Ōmae                           | 6-1, 6-0               |
| 30. | 11 luglio 2021    | Grand Est Open 88, Contrexéville                    | Terra rossa | Anna Danilina              | Dalma Gálfi Kimberley Zimmermann                | 6-0, 1-6, [10-4]       |
| 31. | 4 marzo 2023      | Toronto Women's, Toronto                            | Cemento (i) | Fanny Stollár              | Maya Joint Mia Yamakita                         | 7-6(6), 6-0            |
| 32. | 22 aprile 2023    | Oeiras Ladies Open, Oeiras                          | Terra rossa | Eri Hozumi                 | Francisca Jorge Matilde Jorge                   | 4-6, 6-4, [10-5]       |

#### Sconfitte (14)
| Torneo $100.000 (0) |
| Torneo $80.000 (0)  |
| Torneo $75.000 (1)  |
| Torneo $60.000 (1)  |
| Torneo $50.000 (0)  |
| Torneo $40.000 (0)  |
| Torneo $25.000 (6)  |
| Torneo $15.000 (0)  |
| Torneo $10.000 (6)  |

| N.  | Data             | Torneo                                           | Superficie  | Compagna                 | Avversarie in finale                       | Punteggio           |
| 1.  | 22 gennaio 2011  | AEGON Pro Series Wrexham, Wrexham                | Cemento (i) | Nicole George            | Anna Fitzpatrick Jade Windley              | 1–6, 0–6            |
| 2.  | 5 febbraio 2011  | Coimbra University Ladies Open, Coimbra          | Cemento     | Arabela Ferández Rabener | Kim Grajdek Barbara Sobaszkiewicz          | 6(1)–7, 3–6         |
| 3.  | 12 febbraio 2011 | Vale do Lobo Ladies Open, Vale do Lobo           | Cemento     | Anna Fitzpatrick         | Olga Sáez Larra Rocío de la Torre Sánchez  | w/o                 |
| 4.  | 9 luglio 2011    | Sarajevo Ladies Open, Sarajevo                   | Terra rossa | Csilla Argyelán          | Simona Dobrá Martina Kubičíková            | 2–6, 1–6            |
| 5.  | 13 agosto 2011   | Torneo Città di Locri, Locri                     | Terra rossa | Alessia Camplone         | Yuka Higuchi Hirono Watanabe               | 6–3, 3–6, [8–10]    |
| 6.  | 12 novembre 2011 | ITF Women's Circuit Asuncion, Asunción           | Terra rossa | Andrea Gámiz             | Mailen Auroux María Irigoyen               | 1–6, 6–2, [5–10]    |
| 7.  | 11 novembre 2012 | Goldwater Women's Tennis Classic, Phoenix        | Cemento     | Eugenie Bouchard         | Jacqueline Cako Natalie Pluskota           | 3-6, 6-2, [4-10]    |
| 8.  | 17 giugno 2016   | Pavlov Cup, Minsk                                | Terra rossa | Laura Pigossi            | Valentini Grammatikopoulou Anna Kalinskaja | 6–4, 1–6, [2–10]    |
| 9.  | 20 maggio 2017   | Academia Sanchez-Casal Women's Open, Naples      | Terra verde | Sophie Chang             | Emina Bektas Alexa Guarachi                | 3–6, 1–6            |
| 10. | 16 giugno 2017   | Hódmezővásárhely Ladies Open, Hódmezővásárhely   | Terra rossa | Tereza Mrdeža            | Kotomi Takahata Prarthana Thombare         | 0–1, rit.           |
| 11. | 13 gennaio 2018  | Daytona Beach Open, Daytona Beach                | Terra verde | Ilona Kramen'            | Usue Maitane Arconada Alexa Guarachi       | 3-6, 4-6            |
| 12. | 20 gennaio 2018  | USTA National Campus Pro Tennis Classic, Orlando | Terra verde | Ilona Kramen'            | Guo Hanyu Hsu Ching-wen                    | 3–6, 6–3, [10–12]   |
| 13. | 12 maggio 2018   | ITF Goyang Women's Challenger, Goyang            | Cemento     | Akiko Ōmae               | Han Na-lae Lee So-ra                       | 2–6, 7–5, [2–10]    |
| 14. | 3 agosto 2019    | Kozerki Open, Grodzisk Mazowiecki                | Terra rossa | Isabella Šinikova        | Anna Hertel Anastasija Šošjna              | 7–6(6), 2–6, [4–10] |